# 松青站
松青站，位于黑龙江省伊春市南岔区松青镇，是绥佳铁路的沿线车站。建于1941年，为五等站，原名木曾站，于1985年改为现在名称。本站目前办理客运业务。